# Зои Старк
Тереза Серрано (англ. Theresa Serrano, род. 25 января 1994, Юта) — американская женщина-рестлер. В настоящее время она выступает в WWE на бренде Raw под именем Зои Старк (англ. Zoey Stark). Она является бывшей командной чемпионкой NXT среди женщин.

## Карьера в рестлинге

### WWE

#### NXT (2021—2023)
20 января 2021 года было объявлено, что Серрано подписала контракт с WWE. В эпизоде 205 Live от 29 января Серрано, теперь под именем в Зои Старк, дебютировала в качестве партнерши Марины Шафир в женском турнире Dusty Rhodes Tag Team Classic, проиграв Эмбер Мун и Шотци Блэкхарт в первом раунде. В эпизоде NXT от 17 февраля она дебютировала в NXT, победив Валентину Фероз. На The Great American Bash Старк и Ио Сираи победили «Путь» (Кэндис Ле Рей и Инди Хартвелл) и выиграли женское командное чемпионство NXT. На Halloween Havoc они уступили эти титулы команде «Токсичное влечение» (Джиджи Долин и Джэси Джейн). В эпизоде NXT от 2 ноября на Старк напали за кулисами Джейн и Долин, в результате чего она получила разрыв мениска.
В эпизоде NXT от 19 июля 2022 года Старк вернулась после травмы и победила в 20-женском Battle Royal за претендентство на чемпионство NXT среди женщин. В эпизоде NXT от 8 ноября Старк и Никкита Лайонс не смогли выиграть женское командное чемпионство NXT у Кайден Картер и Катаны Ченс. После матча Старк напала на Лайонс, впервые в своей карьере став хилом. 28 января 2023 года Зои Старк приняла участие в своем первом матче «Королевская битва».

#### Raw (с 2023)
В рамках драфта WWE 2023 года Старк была переведена на бренд Raw. На эпизоде Raw от 8 мая 2023 года Старк дебютировала в основном ростере, победив Никки Кросс. На Night of Champions Старк помогла Триш Стратус в её матче против Бекки Линч, проведя её Z-360, что позволило Стратус победить Линч.

## Титулы и достижения
- Future Stars Of Wrestling
  - Чемпион FSW среди женщин (1 раз)[11][12][13]
- Pro Wrestling Illustrated
  - № 86 в топ 150 женщин-рестлеров в рейтинге PWI Women’s 150 в 2021[14]
- Ultra Championship Wrestling-Zero
  - Чемпион ульра-икс NWA UCW-Zero (2 раза)[15]
- WWE
  - Командный чемпион NXT среди женщин (1 раз) — с Ио Сирай[16]